# 난도 가촐로

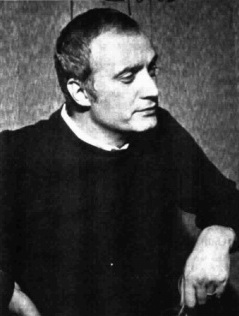

페르디난도 "난도" 가촐로(Ferdinando "Nando" Gazzolo, 1928년 10월 16일 ~ 2015년 11월 16일)는 이탈리아의 가수, 배우이다.
사보나에서 태어났으며 네피에서 사망하였다. 사인은 폐렴이다.

## 영화
- 더 스파이 위드 텐 페이스 (1966년)
- 히 후 슈우트 퍼스트 (1966년)
- 돌아온 석양의 무법자 (1966년)
- 서양과 소다 (1965년)
- 콘스탄티누스의 십자가 (1962년)